# ティナ・モドッティ

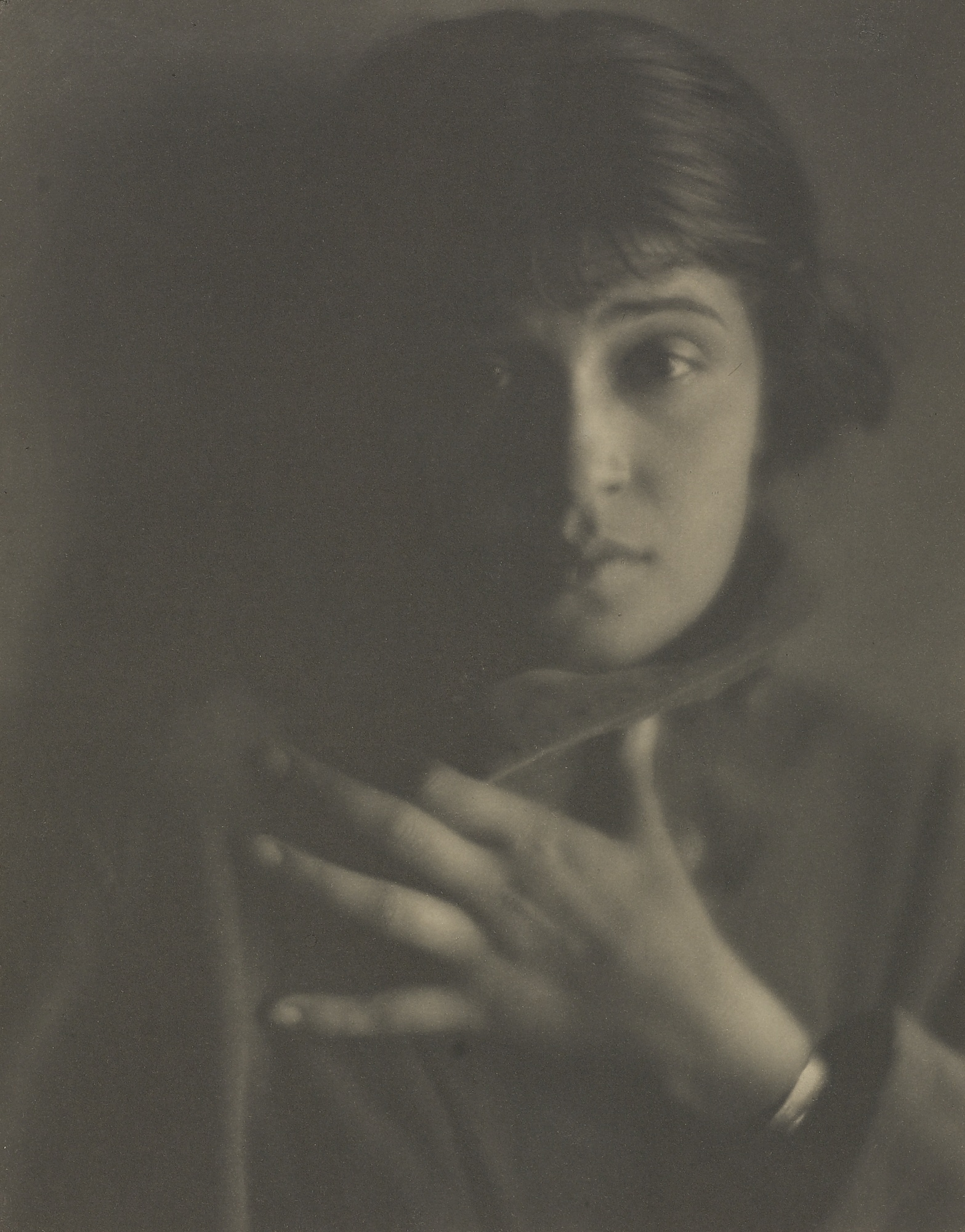
ティナ・モドッティ

ティナ・モドッティ（Tina Modotti; 1896年8月16日 - 1942年1月5日）は、戦間期にアメリカ合衆国で活躍した、女性写真家。

## 概要
イタリアに生まれるが、1910年頃にはアメリカに移住。女優として働きながら、1920年代には、エドワード・ウェストンと共同で、メキシコで写真制作を行う。
その作品は、ストレートフォトグラフィを基調としており、ポートレイトや、労働者を撮影した社会性または政治的主張の強いドキュメンタリー作品が多い。
戦間期のメキシコやスペインなどで、政治活動にも深く携わったその一生は、激動の一生といってもいい。エドワード・ウェストンやメキシコの画家ディエゴ・リベラとは愛人関係であった。